# Monofosfat d'orotidina 5'
El monofosfat d'orotidina 5' (OMP), també conegut com àcid orotidílic, és un nucleòtid de pirimidina que és l'últim intermedi en la biosíntesi del monofosfat d'uridina. L'OMP es forma a partir d'orotat i fosforibosil pirofosfat per l'enzim orotat fosforibosiltransferasa.
En humans, l'enzim UMP sintasa converteix OMP en monofosfat d'uridina 5'. Si la UMP sintasa és defectuosa, pot produir-se acidúria oròtica.